# Diatrypa allardi
Diatrypa allardi är en insektsart som beskrevs av Lucien Chopard 1956. Diatrypa allardi ingår i släktet Diatrypa och familjen syrsor. Inga underarter finns listade i Catalogue of Life.